# Dedo de Dios

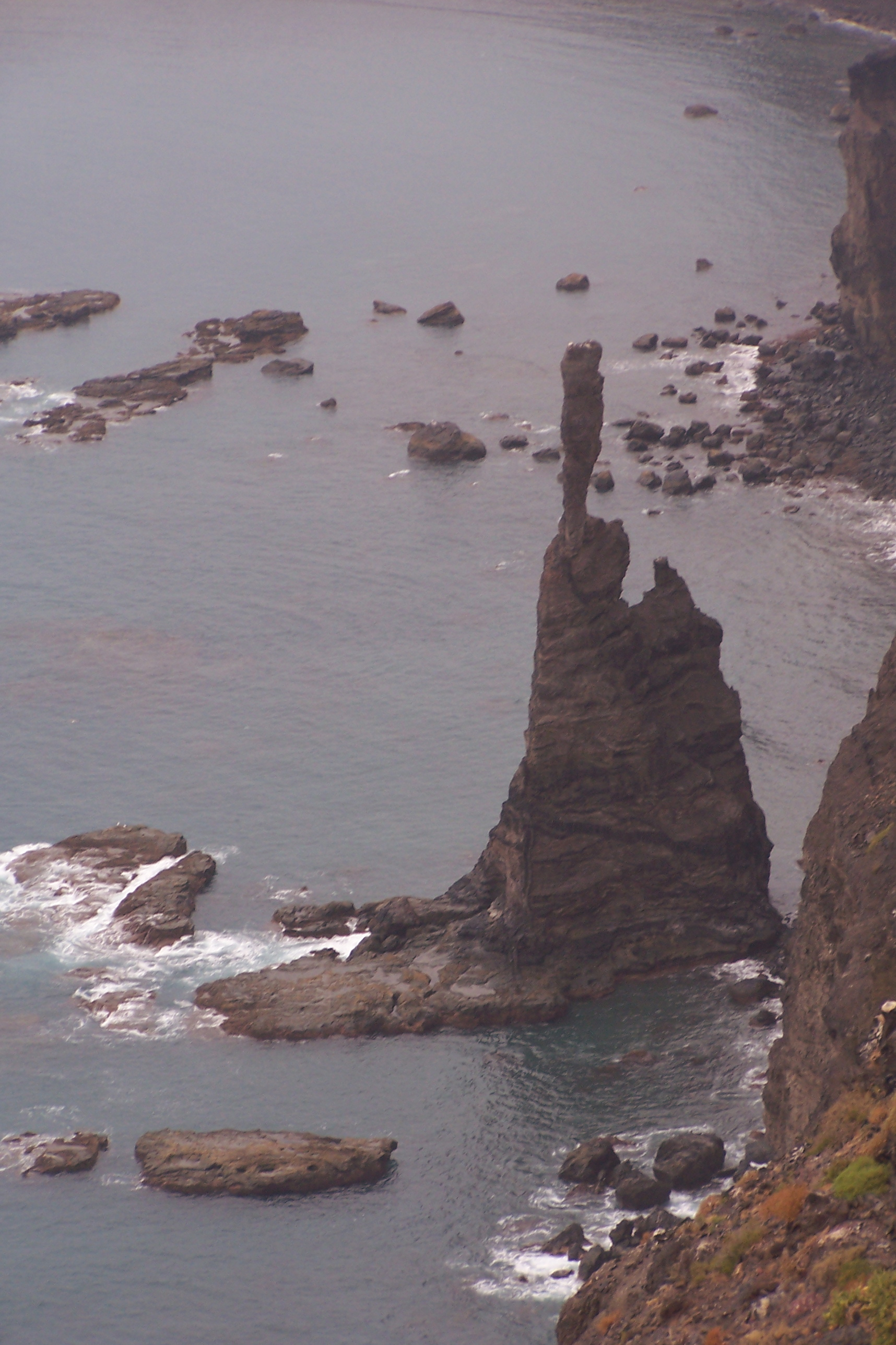
Il Dedo de Dios nel settembre 2005

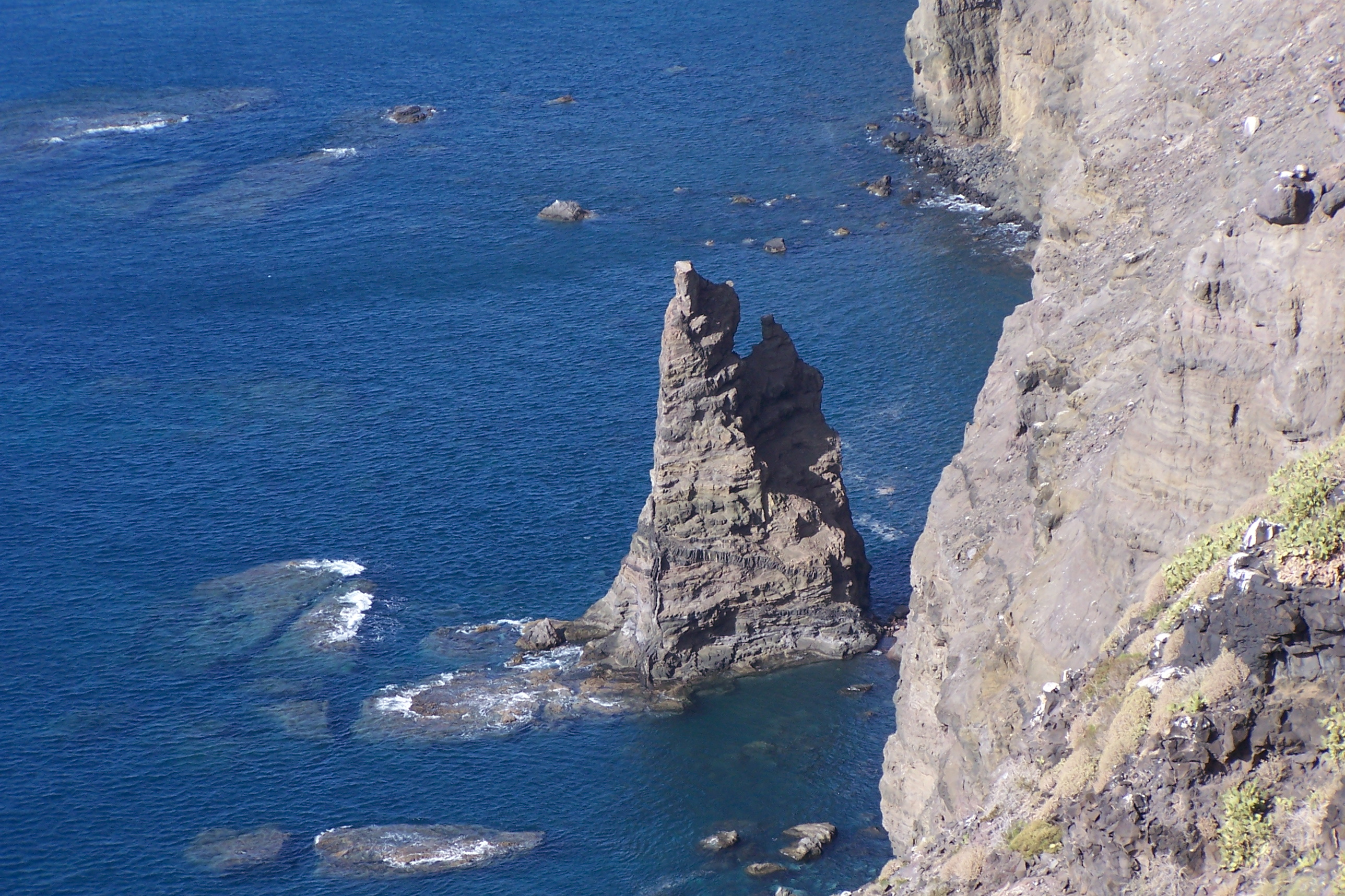
Lo stato attuale

Il Dedo de Dios (o Roque Partido) era una formazione rocciosa situata sulla costa nordoccidentale dell'isola di Gran Canaria, vicino al Puerto de las Nieves nel comune di Agaete, avente la forma di un dito puntato al cielo.
Nel 2005 la Tormenta tropicale Delta ne ha causato il crollo lasciando in piedi solo la parte di roccia sottostante.